# Gargaphia (Grèce)
Pour l’article homonyme, voir Gargaphia (genre) (en) pour le genre d'insecte.

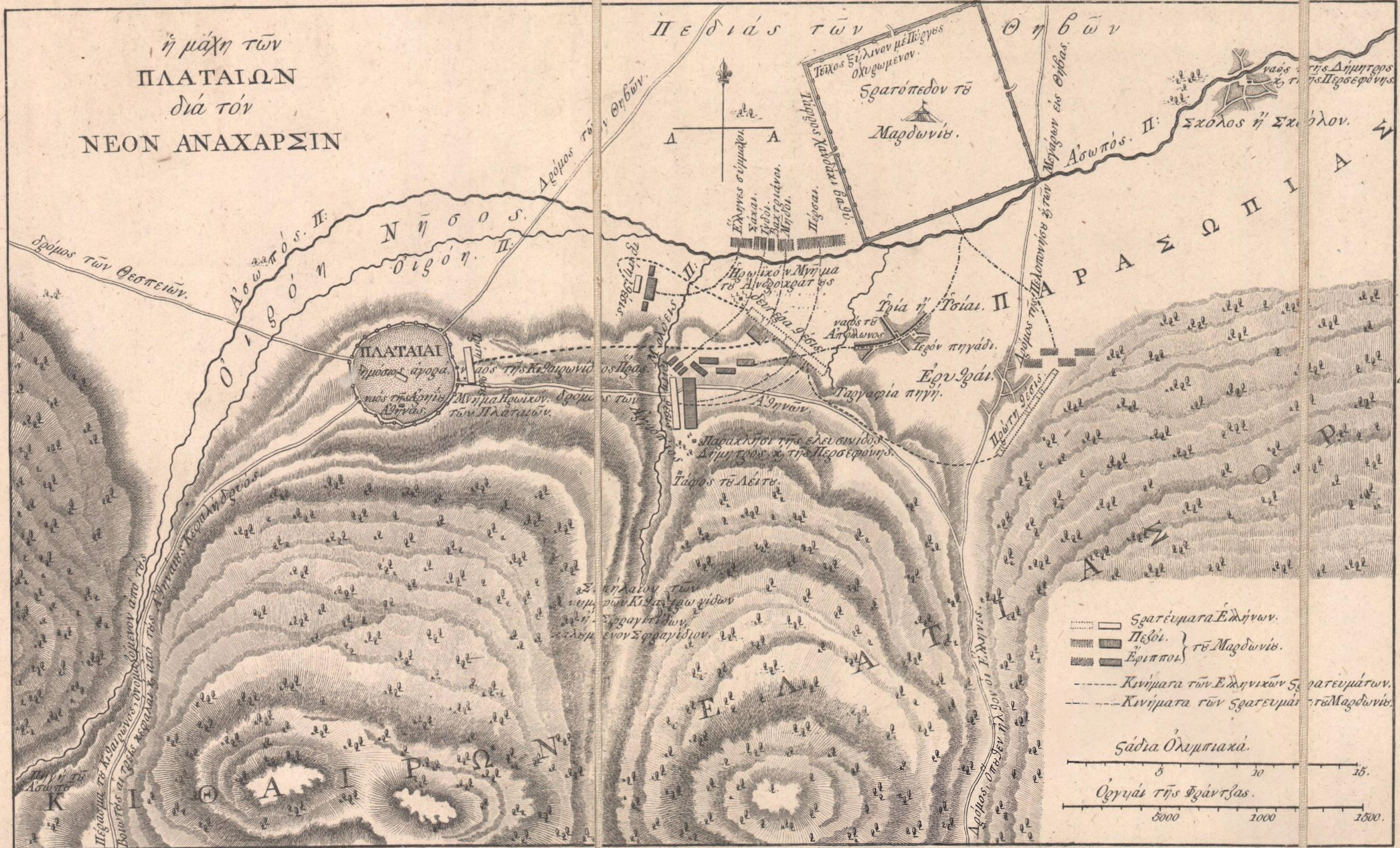
Carte de la bataille de Platées, Rigas, 1797. La source Gargaphia se situe à l'ouest de Platées, à proximité d'Érythrées.

Gargaphia ou Gargaphie (en grec ancien Γαργαφία / Gargaphía, en ionien Γαργαφίη / Gargaphíē, en latin Gargaphie) est une source et une vallée de Béotie, en Grèce, située à proximité de Platées et du mont Cithéron.
Dans la mythologie grecque, elle est le lieu où se déroule le mythe d'Actéon, puni pour avoir vu Artémis au bain. Elle est peut-être personnifiée dans certaines représentations antiques du mythe.
D'après Hérodote, dans l'Antiquité, la source est utilisée par les Grecs pour se fournir en eau pendant la bataille de Platées face aux Perses.

## Géographie
Le nom de Gargaphia est donné à une source située à l'est de Platées, ainsi qu'à la vallée qui l'entoure, à proximité du mont Cithéron, en Béotie. La source fait partie du bassin fluvial de l'Asopós.
L'identification de cette source dans le paysage actuel, d'après les indications données par Hérodote, n'est pas certaine : plusieurs sources sont proposées, notamment celle de Kiafa Retsi.

## Histoire
D'après Hérodote, lors de la bataille de Platées de 479 av. J.-C., l'armée grecque campe au bord de la source Gargaphia et y puise son eau,. Selon Pausanias, celle-ci est comblée par les Perses avant d'être rétablie par les Platéens,.
Les chercheurs contemporains notent l'insistance d'Hérodote concernant ce lieu : il pourrait s'agir d'une sorte de lieu de mémoire pour les Grecs à la fin des guerres médiques, marqué dans le paysage et rattaché à plusieurs histoires (la dispute entre le général Pausanias et un capitaine spartiate quant au choix du campement, la destruction de la source par les Perses puis sa reconstruction, et le mythe d'Actéon).

## Mythologie
Dans les versions d'Ovide et d'Hygin, Actéon surprend Artémis en train de se baigner dans une source de la vallée de Gargaphia. Ovide ne précise pas la localisation de cette vallée, mais elle pourrait être située à proximité du mont Cithéron, lieu de l'action dans la version du Pseudo-Apollodore,. Pausanias, quant à lui, ne nomme pas la source qu'il associe à ce mythe, qui se situe sur le chemin entre Platées et Mégare.
L'association faite entre la source de la bataille de Platées et celle du mythe d'Actéon pourrait être une invention d'auteurs alexandrins ou romains. Cependant, dans les fragments conservés de l'œuvre perdue Les Archères, qui évoquait le mythe d'Actéon, plusieurs références à cette bataille sont faites par Eschyle : cette identification pourrait donc être plus ancienne,.

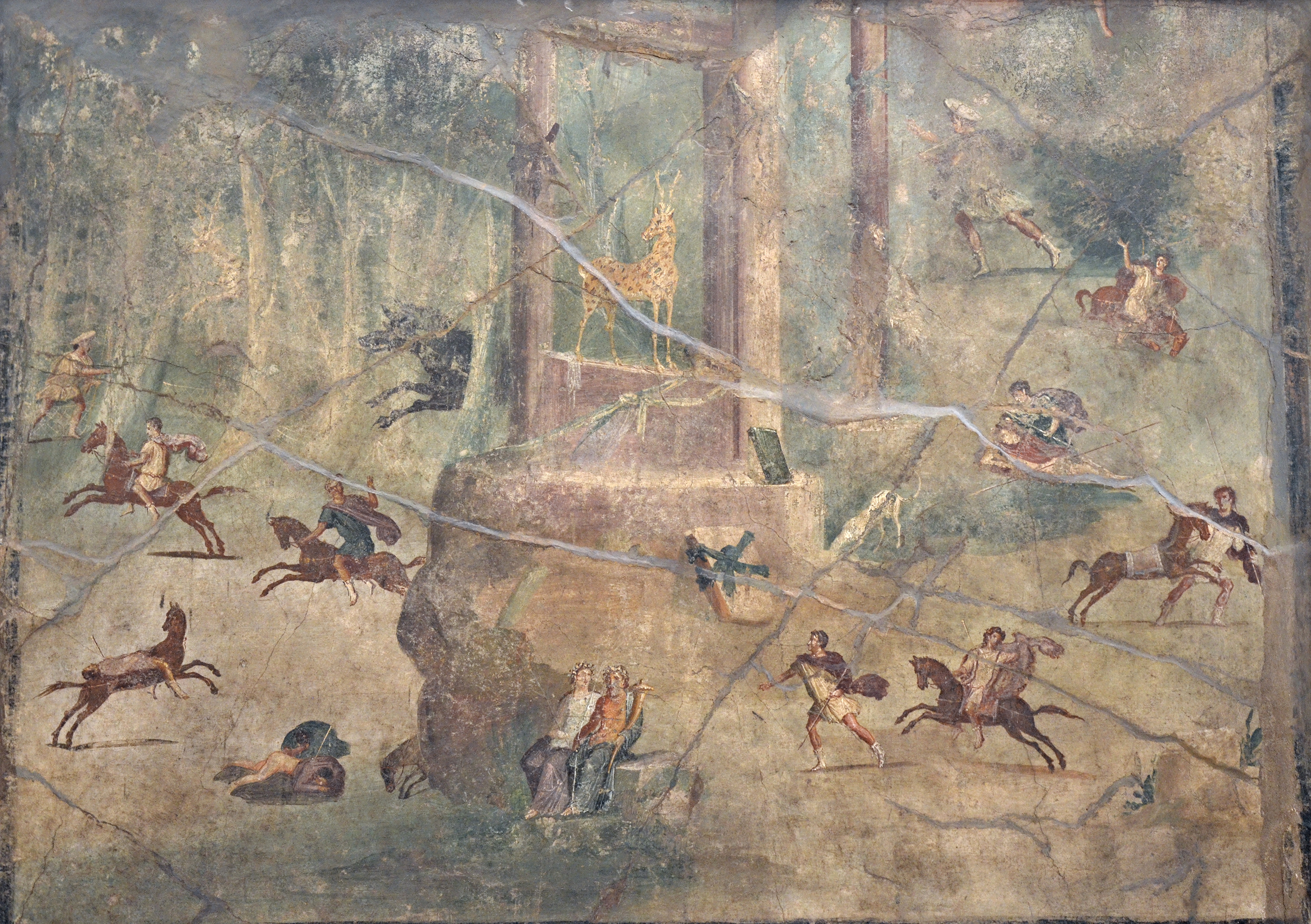
Le massacre des Niobides, peinture murale de la de Pompéi, entre 10 et 30, musée archéologique national de Naples. Le couple assis dans la partie inférieure de l'image pourrait être Gargaphia et le mont Cithéron.

Gargaphia pourrait être représentée sous la forme d'une jeune femme dans plusieurs œuvres pour signifier le lieu de l'action : sur plusieurs vases italiotes figurant le mythe d'Actéon ainsi que sur une peinture murale pompéienne du massacre des Niobides. Certains chercheurs ont également suggéré que la source pourrait être représentée par une urne sur un sarcophage du musée du Louvre,.

### Sources antiques
1. ↑  Hérodote, Histoires [détail des éditions] [lire en ligne], IX, 25, 2 ; IX, 49, 2 ; IX, 51, 1 ; IX, 52.
2. ↑  Pausanias, Description de la Grèce [détail des éditions] [lire en ligne], IX, 4, 3.
3. ↑  Ovide, Métamorphoses [détail des éditions] [lire en ligne], III, 155-172.
4. ↑  Hygin, Fables [détail des éditions] [(la) lire en ligne], CLXXXI.
5. ↑  Pseudo-Apollodore, Bibliothèque [détail des éditions] [lire en ligne], III, 4, 4.
6. ↑  Pausanias, Description de la Grèce [détail des éditions] [lire en ligne], IX, 2, 3.